# 9473 Ghent
A 9473 Ghent (ideiglenes jelöléssel 1998 OO14) a Naprendszer kisbolygóövében található aszteroida. Eric Walter Elst fedezte fel 1998. július 26-án.